# 博格丹·尼基申
博格丹·谢尔盖耶维奇·尼基申（烏克蘭語：Богдан Сергійович Нікішин，1980年5月29日—），乌克兰男子击剑运动员，2006年世界锦标赛男子重剑团体铜牌得主、2013年世界锦标赛男子重剑团体银牌得主、2015年世界锦标赛男子重剑团体金牌得主、2018年世界锦标赛男子重剑个人铜牌得主、2019年世界锦标赛男子重剑团体银牌得主。